# Campeonato Acriano de Futebol de 2012
O Campeonato Acreano de Futebol de 2012 foi a 85.ª edição da principal divisão do futebol acreano e a 67.ª organizada pela Federação de Futebol do Estado do Acre (FFAC). Teve o Rio Branco-AC como campeão e o Atlético Acreano como o vice-campeão. O Alto Acre foi rebaixado para a Segunda Divisão da temporada seguinte. Eduardo, do Andirá, foi o maior goleador do torneio, com 13 gols.

## Participantes
| Equipe            | Cidade            | No ano anterior                 | Estádio                              | Capacidade | Títulos                                  | Participações |
| ----------------- | ----------------- | ------------------------------- | ------------------------------------ | ---------- | ---------------------------------------- | ------------- |
| Rio Branco        | Rio Branco        | Campeão                         | Arena da Floresta                    | 20.000     | 41 (último em 2011)                      | 67            |
| Independência     | Rio Branco        | Sétimo Lugar                    | Arena da Floresta                    | 20.000     | 11 (último em 1998)                      | 67            |
| Atlético          | Rio Branco        | Quarto Lugar                    | Arena da Floresta                    | 20.000     | 6 (1952, 1953, 1962-E, 1968, 1987, 1991) | 61            |
| ADESG             | Senador Guiomard  | Oitavo Lugar                    | Estádio Nabor Júnior                 | 2.000      | 1 (2006)                                 | 21            |
| Vasco             | Rio Branco        | Sexto Lugar                     | Arena da Floresta                    | 20.000     | 3 (1965, 1999, 2001)                     | 56            |
| Juventus          | Rio Branco        | Quarto Lugar                    | Arena da Floresta                    | 20.000     | 14 (último em 2009)                      | 41            |
| Plácido de Castro | Plácido de Castro | Sexto Lugar                     | Estádio Municipal José Ferreira Lima | 2.000      | 0 (não possui)                           | 5             |
| Náuas             | Cruzeiro do Sul   | Vice Campeão                    | Arena do Juruá                       | 8.000      | 0 (não possui)                           | 5             |
| Alto Acre         | Epitaciolândia    | Quinto Lugar                    | Estádio Antônio Araújo Lopes         | 6.500      | 0 (não possui)                           | 3             |
| Andirá            | Rio Branco        | Campeão da Segunda Divisão 2011 | Arena da Floresta                    | 20.000     | 0 (não possui)                           | 45            |

## Regulamento
Na Primeira Fase, os oito clubes jogam entre si em turno e returno. Os quatro melhores colocados se classificam para as semifinais.
Na semifinal, disputada em jogos de ida e volta, o 1º colocado na Primeira Fase enfrenta o 4º e o 2º enfrenta o 3º. Os vencedores vão à final, também disputada em ida e volta.
Na semifinal e na final, os clubes com melhor campanha na Primeira Fase jogam com vantagem de dois resultados iguais. Apenas o campeão tem o direito de disputar a Copa do Brasil de 2013.

## Primeira Fase

### Classificação
|  |    | Equipes           | PG | J  | V  | E | D  | GP | GC | SG  |
|  | -- | ----------------- | -- | -- | -- | - | -- | -- | -- | --- |
|  | 1. | Rio Branco        | 34 | 14 | 10 | 4 | 0  | 48 | 20 | 28  |
|  | 2. | Independência     | 25 | 14 | 7  | 4 | 3  | 22 | 20 | 2   |
|  | 3. | Atlético          | 24 | 14 | 7  | 3 | 4  | 28 | 20 | 8   |
|  | 4. | Plácido de Castro | 20 | 14 | 6  | 2 | 6  | 19 | 24 | -5  |
|  | 5. | Juventus          | 20 | 14 | 5  | 5 | 4  | 29 | 22 | 7   |
|  | 6. | Andirá            | 16 | 14 | 5  | 1 | 8  | 23 | 35 | -12 |
|  | 7. | Náuas             | 15 | 14 | 4  | 3 | 7  | 23 | 23 | 0   |
|  | 8. | Alto Acre         | 3  | 14 | 1  | 0 | 13 | 12 | 40 | -28 |

|  |                                   |
|  | Zona de classificação à Semifinal |
|  | Zona de rebaixamento              |

### Fase Final
|  | Semifinais        | Semifinais | Semifinais | Semifinais |   |          | Final | Final | Final | Final |
|  |                   |            |            |            |   |          |       |       |       |       |
|  | Atlético          | 2          | 1          | 3          |   |          |       |       |       |       |
|  | Independência     | 2          | 0          | 2          |   |          |       |       |       |       |
|  | Independência     | 2          | 0          | 2          |   | Atlético | 2     | 3     | 5     |       |
|  |                   |            |            |            |   | Atlético | 2     | 3     | 5     |       |
|  |                   | Rio Branco | 4          | 4          | 8 |          |       |       |       |       |
|  | Plácido de Castro | Rio Branco | 4          | 4          | 8 | 1        | 1     | 2     |       |       |
|  | Plácido de Castro |            |            |            |   | 1        | 1     | 2     |       |       |
|  | Rio Branco        | 2          | 2          | 4          |   |          |       |       |       |       |

## Premiação
| Campeonato Acriano de 2012                  |
| Rio Branco                                  |
| ------------------------------------------- |
| RIO BRANCO(Rio Branco) Campeão (28º título) |

### Seleção do Campeonato[5]
| Posição          | Jogador          | Clube             |
| Goleiro          | Rafael           | Plácido de Castro |
| Lateral-direito  | Ednei            | Rio Branco        |
| Zagueiro         | Pé de Ferro      | Independência     |
| Zagueiro         | Ceildo           | Atlético Acreano  |
| Lateral-esquerdo | Xaro             | Rio Branco        |
| Volante          | Ismael           | Rio Branco        |
| Volante          | Paulinho Pitbull | Rio Branco        |
| Meia             | Douglas          | Rio Branco        |
| Meia             | Josy             | Atlético Acreano  |
| Atacante         | Kleyr            | Rio Branco        |
| Atacante         | Eduardo          | Andirá            |
| Técnico          | Álvaro Miguéis   | Atlético Acreano  |
| ---------------- | ---------------- | ----------------- |